# Jouko Törmänen
Jouko Sihveri Törmänen (* 10. April 1954 in Rovaniemi; † 3. Januar 2015 ebenda) war ein finnischer Skispringer und Sportfunktionär.

## Werdegang
Seinen ersten Auftritt bei einem internationalen Springen hatte er am 6. Januar 1968 bei der Vierschanzentournee am Innsbrucker Bergisel. Er erreichte auf Anhieb den sechsten Platz, doch es sollte für zwei Jahre sein einziger Auftritt bleiben. Von 1972 bis 1982 nahm er dann an allen Springen der Tournee teil. Er erreichte aber nur ein Mal einen Podiumsplatz, nämlich 1978 einen dritten Rang in Innsbruck.
Bei der Nordischen Skiweltmeisterschaft 1974 in Falun erreichte er auf der Großschanze den fünften, bei der WM 1978 in Lahti den sechsten Rang.
Bei den Olympischen Winterspielen 1976 in Innsbruck erreichte er Rang 14 von der Normalschanze und den zehnten Rang auf der Großschanze, bei den Spielen 1980 in Lake Placid dann überraschend die Goldmedaille von der Großschanze nach Rang acht von der Normalschanze. Es war sein erster Sieg bei einem internationalen Turnier. Da die Nordischen Skiweltmeisterschaften 1980 im Rahmen der Olympischen Spiele ausgetragen wurden, wurde er zugleich Weltmeister. Im Skisprung-Weltcup, der erstmals in der Saison 1979/80 ausgetragen wurde, gelang ihm 1980 in Falun noch ein Sieg. Zu seinen Erfolgen zählen auch vier Titel bei finnischen Meisterschaften: 1976, 1977, 1979 und 1980 gewann er auf der Normalschanze. Nach dem Winter 1981/82 beendete er seine Sportlerkarriere.
1988 wurde er Mitglied des Finnischen Skisportverbands. Von 1993 bis 2002 war er Vizepräsident. Bereits 1992 wurde er Vorsitzender der Abteilung für Skispringen und Nordische Kombination. Im Juni 2004 wurde er nach dem Rücktritt Torbjørn Yggeseths FIS-Vorsitzender des internationalen Skiverbands in der Disziplin Skispringen.
Törmänen starb am 3. Januar 2015 im Alter von 60 Jahren in einem Krankenhaus in seiner Heimatstadt Rovaniemi.

## Erfolge

### Weltcupsiege im Einzel
| Nr. | Datum         | Ort   | Typ           |
| --- | ------------- | ----- | ------------- |
| 1.  | 11. März 1980 | Falun | Normalschanze |

### Weltcup-Platzierungen
| Saison  | Platz | Punkte |
| ------- | ----- | ------ |
| 1979/80 | 19.   | 65     |
| 1980/81 | 35.   | 21     |